# 比鲁尼环形山

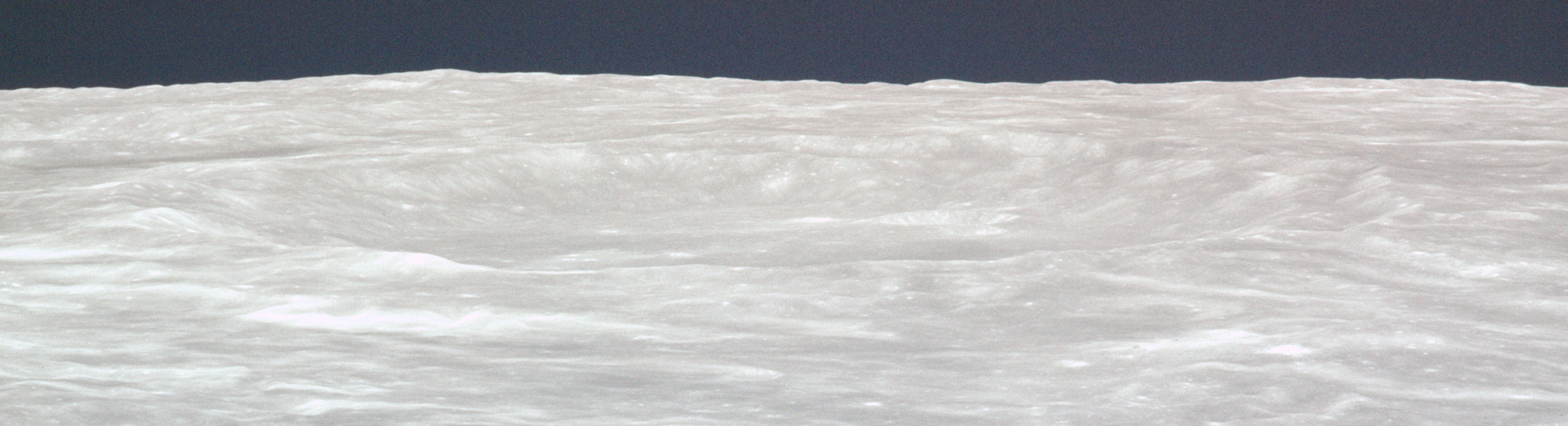
阿尔比鲁尼陨石坑斜视图，面朝北方，来自阿波罗17号

比鲁尼环形山（Al-Biruni）是月球背面东侧边缘上一座古老的撞击坑，位于界海的北面，它的名称取自伊朗花剌子模穆斯林学者和博学家阿布·拉伊汗·比鲁尼，1970年被国际天文联合会正式采纳。该陨石坑形成于酒海纪。

## 描述
该陨坑东邻波波夫环形山、北接约里奥环形山、东北偏北是罗蒙诺索夫环形山和爱迪生陨石坑、东北坐落着杰武尔斯基环形山、西南则是戈达德陨石坑。该陨坑的西侧是一座类似旋涡状结构的地质特征，非正式名称为“涡旋区”。陨坑中心月面坐标为18°04′N 92°37′E / 18.07°N 92.62°E，直径长80.41公里，深度2.79公里。
比鲁尼陨石坑的边缘构成了一个不规则的圆形，东北壁微微向外凸出，西侧内壁较宽厚，坑壁高出周围地形1340米，陨坑总体积约5400公里³；碗状的坑底表面较为平坦，无中央峰和其它特殊构造，表面分布有几座微型坑的痕迹，最引人注目的是接近东北侧坑壁"阿尔比鲁尼 C"。 
尽管该陨坑实际位于月球背面，但由于月球的摄动，该部分的月表还是可以被定期看到。

## 卫星陨石坑
按惯例，月图上最靠近阿尔比鲁尼陨石坑的卫星陨坑，将通过在其中心点旁放置一字母而标示出它们。
| 比鲁尼 | 纬度    | 经度    | 直径   |
| ------ | ------- | ------- | ------ |
| C      | 18.4° N | 93.0° E | 9 公里 |